# Edicions Tres i Quatre
3i4 es una editorial española en lengua catalana, fundada en Valencia por el editor pancatalanista Eliseu Climent en 1968, cuyo objetivo es la publicación de literatura en catalán.
Sus publicaciones están divididas en unas cuarenta colecciones. Tiene a su cargo la publicación de la obra completa de autores de la literatura valenciana, como por ejemplo Joan Fuster o Vicent Andrés Estellés.
Todos los años, desde mediados de la década de 1970, convoca los Premis Octubre de ensayo.